# Département de Minas (Córdoba)
Pour les articles homonymes, voir Département de Minas.
Le département de Minas est une des 26 subdivisions de la province de Córdoba, en Argentine. Son chef-lieu est la ville de San Carlos Minas.
Le département a une superficie de 3 730 km2. Sa population s'élevait à 4 881 habitants au recensement de 2001.

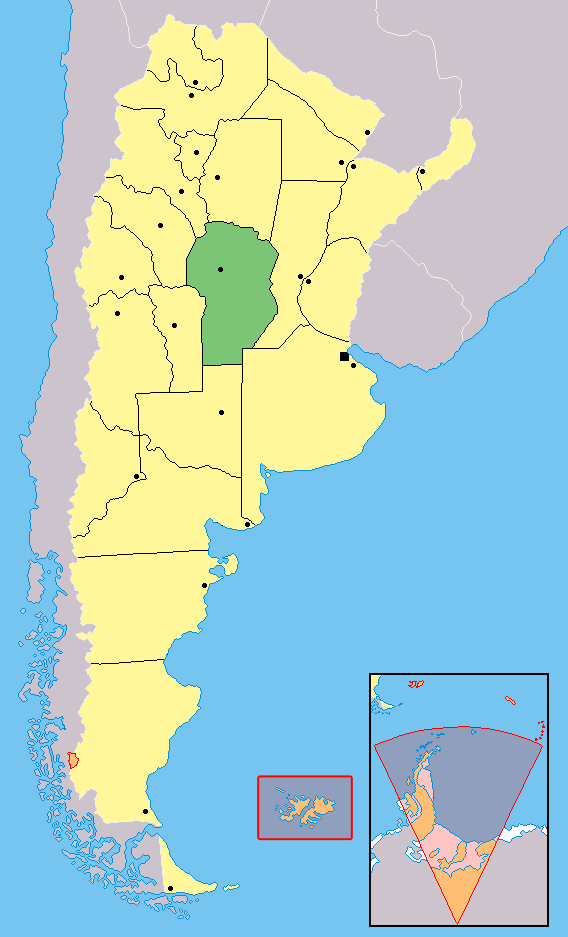
Localisation de la province de Córdoba en Argentine.